# Tournoi de clôture du championnat de Colombie de football 2014
Navigation
Tournoi précédent Tournoi suivant
Le tournoi de clôture de la saison 2014 du Championnat de Colombie de football est le deuxième tournoi de la soixante-septième édition du championnat de première division professionnelle en Colombie. 
Les dix-huit meilleures équipes du pays disputent le championnat semestriel qui se déroule en deux phases :
- lors de la phase régulière, les équipes s'affrontent une fois plus une rencontre face à une formation du même secteur géographique.
- les huit premiers du classement sont répartis en deux poule de quatre. Le premier de chaque poule se qualifie pour la finale du tournoi.

La relégation est décidée en faisant la moyenne des points obtenus lors des trois dernières saisons (2012, 2013 et 2014). Un barrage de promotion-relégation est également organisé entre l'avant-dernier de ce classement cumulé et le vice-champion de Copa Aguila. 
C'est l'Independiente Santa Fe qui remporte le tournoi, après avoir battu en finale l'Independiente Medellin. C'est le huitième titre de champion de l'histoire du club.

## Qualifications continentales
Le vainqueur du tournoi Clôture se qualifie pour la phase de groupes de la prochaine édition de la Copa Libertadores. Un classement cumulé des tournois Ouverture et Clôture offre une autre place à la meilleure équipe non encore qualifiée (la troisième place est détenue par le vainqueur du tournoi Ouverture) et deux places aux équipes suivantes. Enfin, la troisième place en Copa Sudamericana est réservée au vainqueur de la Copa Colombia.

## Les clubs participants
| - Atlético Nacional - Atlético Huila - Boyacá Chicó - Fortaleza FC - Universidad Autónoma del Caribe - Deportes Tolima - Deportivo Cali - Deportivo Pasto - Envigado FC | - Independiente Medellin - Águilas Pereira - Atlético Junior - Club Deportivo La Equidad - Millonarios Fútbol Club - Once Caldas - Patriotas FC - Alianza Petrolera - Independiente Santa Fe |

## Compétition
Le barème utilisé pour établir l'ensemble des classements est le suivant :
- Victoire : 3 points
- Match nul : 1 point
- Défaite : 0 point

### Phase régulière
| Rang | Équipe                          | Pts | J  | G | N | P  | Bp | Bc | Diff |
| ---- | ------------------------------- | --- | -- | - | - | -- | -- | -- | ---- |
| 1    | Independiente Santa Fe          | 31  | 18 | 9 | 4 | 5  | 24 | 13 | +11  |
| 2    | Independiente Medellín          | 30  | 18 | 9 | 3 | 6  | 29 | 21 | +8   |
| 3    | Atlético NacionalT              | 29  | 18 | 8 | 5 | 5  | 26 | 12 | +14  |
| 4    | Águilas Pereira                 | 29  | 18 | 9 | 2 | 7  | 23 | 21 | +2   |
| 5    | Once Caldas                     | 28  | 18 | 7 | 7 | 4  | 24 | 17 | +7   |
| 6    | Deportivo Cali                  | 28  | 18 | 8 | 4 | 6  | 25 | 25 | 0    |
| 7    | Deportes Tolima                 | 28  | 18 | 7 | 7 | 4  | 23 | 25 | -2   |
| 8    | Atlético Huila                  | 27  | 18 | 7 | 6 | 5  | 25 | 18 | +7   |
| 9    | Alianza Petrolera               | 27  | 18 | 7 | 6 | 5  | 17 | 16 | +1   |
| 10   | Patriotas FC                    | 26  | 18 | 7 | 5 | 6  | 19 | 24 | -5   |
| 11   | Boyacá Chicó                    | 22  | 18 | 5 | 7 | 6  | 23 | 22 | +1   |
| 12   | Atlético Junior                 | 22  | 18 | 6 | 4 | 8  | 19 | 20 | -1   |
| 13   | Fortaleza FC                    | 21  | 18 | 5 | 6 | 7  | 17 | 21 | -4   |
| 14   | Envigado FC                     | 20  | 18 | 5 | 5 | 8  | 18 | 20 | -2   |
| 15   | Millonarios Fútbol Club         | 20  | 18 | 5 | 5 | 8  | 22 | 28 | -6   |
| 16   | Universidad Autónoma del Caribe | 18  | 18 | 4 | 6 | 8  | 15 | 23 | -8   |
| 17   | Deportivo Pasto                 | 18  | 18 | 3 | 9 | 6  | 15 | 23 | -8   |
| 18   | Club Deportivo La Equidad       | 14  | 18 | 3 | 5 | 10 | 16 | 31 | -15  |

### Phase finale

#### Demi-finales
Groupe A :
| Rang | Équipe                 | Pts | J | G | N | P | Bp | Bc | Diff |  | Résultats (▼ dom., ► ext.) | SFe | Hui | Nac | OCa |
| ---- | ---------------------- | --- | - | - | - | - | -- | -- | ---- |  | -------------------------- | --- | --- | --- | --- |
| 1    | Independiente Santa Fe | 11  | 6 | 3 | 2 | 1 | 8  | 6  | +2   |  | Independiente Santa Fe     |     | 0-0 | 3-2 | 0-1 |
| 2    | Atlético Huila         | 11  | 6 | 3 | 2 | 1 | 8  | 6  | +2   |  | Atlético Huila             | 3-3 |     | 1-0 | 2-1 |
| 3    | Atlético Nacional      | 6   | 6 | 2 | 0 | 4 | 4  | 6  | -2   |  | Atlético Nacional          | 0-1 | 1-0 |     | 1-0 |
| 4    | Once Caldas            | 6   | 6 | 2 | 0 | 4 | 4  | 6  | -2   |  | Once Caldas                | 0-1 | 1-2 | 1-0 |     |

Groupe B :
| Rang | Équipe                 | Pts | J | G | N | P | Bp | Bc | Diff |  | Résultats (▼ dom., ► ext.) | Med | Cal | APe | Tol |
| ---- | ---------------------- | --- | - | - | - | - | -- | -- | ---- |  | -------------------------- | --- | --- | --- | --- |
| 1    | Independiente Medellin | 11  | 6 | 3 | 2 | 1 | 11 | 9  | +2   |  | Independiente Medellin     |     | 3-2 | 2-1 | 1-1 |
| 2    | Deportivo Cali         | 8   | 6 | 2 | 2 | 2 | 12 | 13 | -1   |  | Deportivo Cali             | 2-1 |     | 2-2 | 2-1 |
| 3    | Águilas Pereira        | 7   | 6 | 1 | 4 | 1 | 11 | 11 | 0    |  | Águilas Pereira            | 2-2 | 2-2 |     | 2-2 |
| 4    | Deportes Tolima        | 5   | 6 | 1 | 2 | 3 | 10 | 11 | -1   |  | Deportes Tolima            | 1-2 | 4-2 | 1-2 |     |

#### Finale
| Équipe 1               | Résultat | Équipe 2               | Aller | Retour |
| ---------------------- | -------- | ---------------------- | ----- | ------ |
| Independiente Medellin | 2 - 3    | Independiente Santa Fe | 1 - 2 | 1 - 1  |

### Classement cumulé 2014
| Rang | Équipe                          | Pts | J  | G  | N  | P  | Bp | Bc | Diff |
| ---- | ------------------------------- | --- | -- | -- | -- | -- | -- | -- | ---- |
| 1    | Independiente Santa FeClo       | 82  | 48 | 23 | 12 | 13 | 65 | 42 | +23  |
| 2    | Atlético NacionalOuv            | 81  | 48 | 24 | 9  | 15 | 75 | 45 | +30  |
| 3    | Once Caldas                     | 66  | 44 | 17 | 15 | 12 | 58 | 45 | +13  |
| 4    | Águilas Pereira                 | 65  | 44 | 18 | 11 | 15 | 57 | 58 | -1   |
| 5    | Atlético Junior                 | 64  | 42 | 18 | 10 | 14 | 44 | 41 | +3   |
| 6    | Independiente Medellin          | 63  | 44 | 17 | 12 | 15 | 68 | 63 | +5   |
| 7    | Millonarios Fútbol Club         | 59  | 40 | 16 | 11 | 13 | 51 | 44 | +7   |
| 8    | Atlético Huila                  | 57  | 42 | 15 | 12 | 15 | 56 | 50 | +6   |
| 9    | Deportivo Cali                  | 55  | 42 | 15 | 10 | 17 | 53 | 60 | -7   |
| 10   | Alianza Petrolera               | 54  | 36 | 15 | 9  | 12 | 40 | 44 | -4   |
| 11   | Deportes TolimaC                | 50  | 42 | 12 | 14 | 16 | 51 | 64 | -13  |
| 12   | Envigado FC                     | 48  | 38 | 14 | 6  | 18 | 47 | 50 | -3   |
| 13   | Boyacá Chicó                    | 47  | 36 | 12 | 11 | 13 | 42 | 38 | +4   |
| 14   | Patriotas FC                    | 45  | 36 | 12 | 9  | 15 | 39 | 54 | -15  |
| 15   | Club Deportivo La Equidad       | 42  | 38 | 10 | 12 | 16 | 34 | 50 | -16  |
| 16   | Deportivo Pasto                 | 38  | 36 | 7  | 17 | 12 | 43 | 49 | -6   |
| 17   | Fortaleza FC                    | 38  | 36 | 8  | 14 | 14 | 39 | 47 | -8   |
| 18   | Universidad Autónoma del Caribe | 35  | 36 | 8  | 11 | 17 | 35 | 53 | -18  |

|  | Qualification pour la Copa Libertadores 2015 (vainqueur d'un tournoi)                                                        |
|  | Qualification pour la Copa Libertadores 2015                                                                                 |
|  | Qualification pour la Copa Sudamericana 2015                                                                                 |
|  | Participation au barrage de promotion-relégation                                                                             |
|  | Relégation directe en Torneo Postobon                                                                                        |
|  | Ouv : Vainqueur du tournoi Ouverture 2014 Clo : Vainqueur du tournoi Clôture 2014 C : Vainqueur de la Coupe de Colombie 2014 |

#### Barrage de promotion-relégation
| Équipe 1              | Résultat | Équipe 2                        | Aller | Retour |
| --------------------- | -------- | ------------------------------- | ----- | ------ |
| Deportes Quindio (D2) | 0 - 2    | Universidad Autónoma del Caribe | 0 - 0 | 0 - 2  |

## Bilan de la saison
| Championnat de Colombie de football 2014 |                                   |
| Champion                                 | Independiente Santa Fe (8e titre) |
| Coupes et trophées                       |                                   |
| Vainqueur de la Coupe de Colombie 2014   | Deportes Tolima                   |
| Qualifications continentales             |                                   |
| Copa Libertadores 2015                   | Independiente Santa Fe            |
| Copa Libertadores 2015                   | Atlético Nacional                 |
| Copa Libertadores 2015                   | Once Caldas                       |
| Copa Sudamericana 2015                   | Deportes Tolima                   |
| Copa Sudamericana 2015                   | Águilas Pereira                   |
| Copa Sudamericana 2015                   | Atlético Junior                   |
| Promotions et relégations                |                                   |
| Promus en Liga Postobon                  | Cúcuta Deportivo                  |
| Promus en Liga Postobon                  | Jaguares de Córdoba               |
| Promus en Liga Postobon                  | Deportivo Tuluá                   |
| Relégués en Torneo Postobon              | Fortaleza FC                      |